# Anselm Rudolph von Unruh
Anselm Rudolph von Unruh (* 11. August 1753 in der Neumark; † 21. Februar 1832) war ein preußischer Capitain, Landrat und Feuersozietätsdirektor.

## Herkunft
Anselm Rudolph von Unruh war der Sohn des preußischen Majors Kaspar Rudolph von Unruh (1710–1781), der sich in der Schlacht von Maxen ausgezeichnet hatte. Der Vater besaß seit 1749 das Gut Niedewitz und zwar zweimal verheiratet. Seine Mutter war Louisa Juliane (* 1716; † vor 1758), geb. von Zobeltitz aus dem Haus Selchow. Sein älterer Bruder Dietrich Hans Sebastian von Unruh (1748–1794) war von 1793 bis 1794 Landrat des Kreises Deutsch Krone.

## Leben
Nach seinem Eintritt im Mai 1770 als Gefreiter-Corporal in das Frankfurter Infanterie-Regiment von Düringshofen, stieg er dort 1772 zum Fähnrich und 1777 zum Leutnant auf. 1787 wurde er krankheitsbedingt vom Militärdienst verabschiedet. 1788 übernahm er von seinem Bruder das Gut Heinersdorf nebst einem Anteil an Buckow. 1797 erwarb er die Herrschaft Bomst im Department Posen. Als Kreisdeputierter amtierend wurde er zum Landrat des Kreises Bomst gewählt. Die Bestätigung erfolgte er mittels Ordre am 10. Dezember 1797. Im Januar 1803 übernahm zusätzlich das Amt als Direktor der Feuersozietät des Kreises Bomst. Nach 1806 bis zu seinem Tod im Jahr 1832 amtierte er als Ritterschafts- und Landrat des Kreises Züllichau.

## Persönliches
Anselm Rudolph von Unruh saß um 1797 auf dem Gut Bentschen und wurde am 18. Mai 1798 mit dem Charakter Capitain ausgezeichnet. Ein Sohn aus erster Ehe war Hans August von Unruh (* 19. Oktober 1793 in Heinersdorf). In zweiter Ehe war er mit Johanna, geb. von Kern, verheiratet.